# Pièce de deux dollars et demi américains
La pièce de deux dollars et demi américains (quarter eagle) est une pièce d'or émise par les États-Unis d'une valeur de deux cent cinquante cents, ou deux dollars et cinquante cents. Son nom a été donné dans la loi sur la monnaie de 1792, comme une dérivation de la pièce « eagle » américaine de dix dollars. Son pouvoir d'achat en 1800 équivaudrait à environ 
151 dollars de 2020.

## Histoire
Conçue par Robert Scot, la dénomination « quarter eagle » a été frappée à l'hôtel des monnaies de Philadelphie et dans les hôtels des monnaies de Charlotte (1838-1859), de La Nouvelle-Orléans (1838-1857), Dahlonega (1839-1859) et plus tard ceux de San Francisco (1854-1879) et de Denver (1911-1925). Les premières émissions pesaient 67,5 grains, d'une finesse de 0,9167, jusqu'à ce que le poids soit modifié à 64,5 grains et la finesse changée à 0,8992 par la loi du 28 juin 1834. La loi du 18 janvier 1837 a établi un titre de 0,900. Cela signifie que les quarter eagle de 1837 et des années suivantes contiennent 0,121 onces Troy d'or.
Étant donné que relativement peu de pièces ont été frappées avant 1834, et que leur teneur en or est plus élevée (ce qui favorise la fonte), toutes les premières émissions sont rares. Les premières émissions ont été frappées en 1796. La dénomination quarter eagle a été officiellement abandonnée en 1933 avec le retrait des États-Unis de l'étalon-or, bien que la dernière date d'émission ait été 1929.

## Différents dessins

### Capped Bust
Également connue sous le nom de « Turban Head, cette interprétation de la Liberté portant un chapeau en forme de turban a été conçue par Robert Scot et a été frappée de 1796 à 1807. Il existait trois variétés de ce dessin. Tout d'abord, le buste tourné vers la droite. Il y avait deux variantes de ce dessin, sans étoiles sur l'avers, et avec des étoiles sur l'avers. La variété « sans étoile » n'a été produite qu'en 1796, puis remplacée par celle avec des étoiles. En 1808, la pièce a été redessinée par John Reich, afin de porter un couvre-chef plus traditionnel plutôt qu'un turban. Ce modèle n'a été frappé qu'en 1808, mais en 1821, l'hôtel des monnaies l'a rétabli et il a été produit à nouveau jusqu'en 1827, légèrement réduit à 18,5 millimètres par rapport aux 20 originaux. En 1829, la taille fut à nouveau réduite à 18,2 millimètres, et comportait des lettres et des étoiles plus petites. Cette version du dessin a été produite jusqu'en 1834,.

### Classic Head
La variété Classic Head a été conçue par William Kneass. Elle mettait en scène une jeune fille traditionnelle avec un ruban liant ses longs cheveux bouclés. Cette variété a omis E pluribus unum au revers de la pièce. En 1840, une couronne et une petite tête ont été conçues pour s'adapter à l'apparence des grandes pièces d'or, rendant ainsi le dessin de la Classic Head obsolète.
Le dessin de la tête classique a été produit de 1834 à 1839.

### Liberty Head
Aussi connue sous le nom de « Coronet Head », la Liberty Head a été conçue pour correspondre aux styles des autres eagles que le gouvernement produisait. Le modèle Liberty Head a été créé par Christian Gobrecht et a été produit avec succès de 1840 à 1907, le plus populaire de tous les modèles. Comme son prédécesseur, cette variété a omis le E pluribus unum au revers. Une date notable est 1848, lorsque 230 onces d'or ont été envoyées au secrétaire à la Guerre William L. Marcy par le colonel R.B. Mason, le gouverneur militaire de Californie. L'or a été remis à la Monnaie et rapidement transformé en quarter eagles. Le signe distinctif CAL. était poinçonné au-dessus de l'aigle héraldique au revers de la pièce. Seules 1 389 de ces pièces ont été frappées et elles sont très recherchées par les collectionneurs. Il existe plusieurs spécimens dont la surface ressemble à une belle épreuve et les pièces sont très recherchées par les collectionneurs, atteignant souvent des prix allant de 30 000 à 100 000 dollars si elles sont en assez bon état.

### Indian Head
Le dessin de la « Indian Head » et la pièce similaire de half eagle ont été créés par le sculpteur de Boston Bela Lyon Pratt (en). Cette pièce s'écarte des autres exemples de pièces américaines car elle ne présente pas de bords en relief, mais un dessin enfoncé dans le flan. Malheureusement, le public a exprimé beaucoup de rejet pour ce dessin expérimental et inhabituel. Beaucoup craignaient que les surfaces en creux n'accumulent des germes, et d'autres pensaient simplement qu'il était laid. Les numismates ne s'intéressèrent guère à la pièce. Il en résulte que peu d'exemplaires circulent et la pièce glisse dans l'aninymat pendant de nombreuses années. Aujourd'hui, cependant, les collectionneurs adorent le dessin exotique et la pièce est reconnue comme faisant partie de la renaissance créative de la monnaie américaine. Le dessin de la tête d'Indien a été produit de 1908 à 1929. Pour la vente aux collectionneurs, il a souvent été contrefait, de sorte qu'il peut être risqué d'acheter des pièces non certifiées.

## Pièces commémoratives
Deux des premières pièces commémoratives des États-Unis sont des quarter eagles. La pièce 1915-S a été produite pour l'exposition Panama-Pacifique à San Francisco. L'avers représente la Liberté chevauchant un hippocampe, tandis que le revers montre un aigle. Avec seulement 6 749 pièces vendues, elle est très précieuse. Celui de 1926, frappé pour commémorer l'exposition du sesquicentenaire de Philadelphie, est beaucoup plus courant. Au total, 46 019 pièces ont été vendues. L'avers montre la Liberté debout sur un globe terrestre et tenant une torche et la Déclaration d'indépendance, tandis que le revers représente l'Independence Hall.

## Galerie
|                                                                         |
| Quarter eagle « Turban Head » ou « Capped Bust » (sans étoiles) de 1796 |

|                                                                         |
| Quarter eagle « Turban Head » ou « Capped Bust » (avec étoiles) de 1796 |

|                     |
| Capped Bust de 1808 |

|                     |
| Capped Bust de 1821 |

|                     |
| Capped Bust de 1834 |

|                      |
| Classic Head de 1835 |

|                      |
| Liberty Head de 1848 |

|                     |
| Indian Head de 1908 |